# Gladan
Le Gladan (ou HMS Gladan dans la Marine royale suédoise ) est une goélette à hunier à deux mâts à coque acier, construite en 1946 à Stockholm pour devenir un voilier école.

## Histoire
Le HMS Gladan (S01) a un sister-ship, le HMS Falken (S02), appartenant aussi à la Marine royale suédoise. Il avait été commandé pour remplacer le vieux HMS Jarramas.

Il a été modernisé dans les années 1970 et a reçu de nouveaux générateurs diesel et a subi une grande révision vers 1995.
En plus de leurs missions de formation, les deux schooners participent aux différentes Tall Ships' Races, pour représenter la Marine suédoise.